# Movimiento Ciudadano frente al Cambio Climático
El Movimiento Ciudadano frente al Cambio Climático (MOCICC), se entiende como una plataforma de organizaciones, instituciones y colectivos peruanos creada en junio de 2009. De acuerdo a la organización, su misión es luchar contra el cambio climático, tanto en sus causas como en sus efectos.
El Mocicc es uno de los seis miembros de la sociedad civil dentro de la Comisión Nacional sobre el Cambio Climático. Parte de sus actividades son capacitaciones para activistas jóvenes a través de talleres "cambio climático, activismo, comunicación y herramientas digitales para campañas". Apoya iniciativas como 350.org.
El actual coordinador nacional es el comunicador social y periodista Henry Córdova Bran, que antes trabajó para la organización REMURPE.
Dentro de la plataforma de organizaciones, instituciones y colectivos, se encuentra la Asociación Civil LABOR, el Centro Amazónico de Antropología y Aplicación Práctica (CAAAP), CooperAcción, Jubileo Perú, Grufides, Centro de Desarrollo Andino Sisay (Ayacucho), Instituto para el Desarrollo y la Amazonía (San Martín) y Servicio Educativo para el Desarrollo y la Solidaridad (Sedys, La Libertad), entre otros.